# Governo Eurico Gaspar Dutra
O governo Eurico Gaspar Dutra teve inicio em 31 de janeiro de 1946, após o militar e advogado vencer a Eleição presidencial de 1945 com 3 251 507 votos contra 2 039 341 votos para Eduardo Gomes tornando se o 16º Presidente do Brasil; e terminou em 31 de janeiro de 1951, passando o cargo para Getúlio Vargas. 
Seu governo foi marcado pelo inicio da Guerra Fria, com Dutra adotando total alinhamento com os Estados Unidos, rompendo relações com a União Soviética, o período teve também o protagonismo das discussões sobre a política do petróleo, a proibição dos jogos de azar no Brasil que dura até hoje e o Plano SALTE. 
No seu mandato, o PIB brasileiro cresceu em média 7,6%, um dos maiores crescimento da história do país.

## Eleições de 1945
Dutra candidatou-se pelo Partido Social Democrático (PSD), em coligação com o Partido Trabalhista Brasileiro (PTB), e venceu as eleições de 2 de dezembro de 1945, com 3 351 507 votos, superando Eduardo Gomes da União Democrática Nacional e Iedo Fiúza do Partido Comunista do Brasil. Para vice-presidente, a escolha recaiu sobre o político catarinense Nereu Ramos, também do PSD, eleito pela Assembleia Nacional Constituinte de 1946. (Quando Dutra foi eleito presidente, ainda estava em vigência a constituição de 1937, que não previa a figura do vice-presidente),após quase 10 anos de ditadura, em 1945, os brasileiros reencontravam-se com a democracia e elegeram o general Eurico Gaspar Dutra, o candidato do Partido Social Democrático, como Presidente da República. Era o início de um regime democrático que duraria 19 anos, sobrevivendo entre diversas crises políticas. 

## Presidência
Dutra assumiu o governo em 31 de janeiro de 1946, juntamente com a abertura dos trabalhos da Assembleia Nacional Constituinte, em clima da mais ampla liberdade. O pacto constitucional surgiu do entendimento dos grandes partidos do centro liberal, o PSD e a UDN, embora ali tivessem assento atuantes de bancadas de esquerda, como as do Partido Comunista do Brasil (PCB) e PTB. Dutra não interferiu nas decisões, mesmo quando teve seu mandato reduzido de seis para cinco anos, pois fora eleito na vigência da Constituição de 1937 que previra mandato de 6 anos. O quinquênio presidencial, que começara com a proibição dos jogos de azar no Brasil (abril de 1946), entraria no ano de 1948 em sua fase mais característica, marcada pelo acórdão do Tribunal Superior Eleitoral que considerou fora da lei o PCB (1947) e depois pela ruptura de relações com a União Soviética (1948).

## Ministério

Posse de Eurico Gaspar Dutra.

Os ministros de modo geral eram ligados a Vargas, no entanto, a partir de maio de 1946 quando a UDN realizou uma convenção nacional, Dutra orientou definitivamente sua política na direção de uma aliança conservadora. A exceção foi João Neves, que deixou sua pasta em julho, sendo substituído em caráter interino por Samuel Gracie. Edmundo de Macedo Soares também deixaria o ministério, mas para ser eleito governador deste estado em 1947. Neto Campelo também contribuiu, com orientação antivarguista, para a divisão do PSD pernambucano, o mesmo acontecendo com Carlos Luz em Minas.

### Ministros
| Pasta                                    |  | MInistro                                     | Partido             | Tempo     |
| ---------------------------------------- |  | -------------------------------------------- | ------------------- | --------- |
| Ministro Chefe do Gabinete da Casa Civil |  | Gabriel Monteiro da Silva                    |                     | 1946      |
| Ministro Chefe do Gabinete da Casa Civil |  | José Pereira Lira                            |                     | 1946-1951 |
| Aeronáutica                              |  | Armando Figueira Trompowsky                  | Sem partido         | 1946-1951 |
| Agricultura                              |  | Neto Campelo                                 |                     | 1946      |
| Agricultura                              |  | Daniel Serapião de Carvalho                  | Partido Republicano | 1946-1950 |
| Agricultura                              |  | Antônio Novais Filho                         | PSD                 | 1950-1951 |
| Educação e saúde publica                 |  | Ernesto de Sousa Campos                      |                     | 1946      |
| Educação e saúde publica                 |  | Clemente Mariani                             | PSD                 | 1946-1950 |
| Educação e saúde publica                 |  | Eduardo Rios Filho (interino)                |                     | 1950      |
| Educação e saúde publica                 |  | Pedro Calmon                                 |                     | 1950-1951 |
| Fazenda                                  |  | Gastão Vidigal                               |                     | 1946      |
| Fazenda                                  |  | Onaldo Brancante Machado (interino)          |                     | 1946      |
| Fazenda                                  |  | Pedro Luís Correia e Castro                  |                     | 1946-1949 |
| Fazenda                                  |  | Manuel Guilherme da Silveira Filho           |                     | 1949-1951 |
| Guerra                                   |  | Pedro Aurélio de Góis Monteiro               | PSD                 | 1946      |
| Guerra                                   |  | Canrobert Pereira da Costa                   | PSD                 | 1946-1951 |
| Justiça e Negócios do Interior           |  | Carlos Luz                                   |                     | 1946      |
| Justiça e Negócios do Interior           |  | Benedito Costa Neto                          |                     | 1946-1947 |
| Justiça e Negócios do Interior           |  | Adroaldo Costa                               | PSD                 | 1947-1950 |
| Justiça e Negócios do Interior           |  | Honório Fernandes Monteiro (interino)        |                     | 1950      |
| Justiça e Negócios do Interior           |  | Adroaldo Tourinho Junqueira Aires (interino) |                     | 1950      |
| Justiça e Negócios do Interior           |  | José Francisco Bias Fortes                   | PSD                 | 1950-1951 |
| Marinha                                  |  | Jorge Dodsworth Martins                      |                     | 1946      |
| Marinha                                  |  | Sílvio de Noronha                            | Sem partido         | 1946-1951 |
| Relações Exteriores                      |  | João Neves da Fontoura                       |                     | 1946      |
| Relações Exteriores                      |  | Samuel de Sousa Leão Gracie (interino)       |                     | 1946      |
| Relações Exteriores                      |  | Raul Fernandes                               |                     | 1946-1951 |
| Trabalho, Comércio e Indústria           |  | Otacílio Negrão de Lima                      | PTN                 | 1946      |
| Trabalho, Comércio e Indústria           |  | Morvan Dias de Figueiredo                    |                     | 1946-1948 |
| Trabalho, Comércio e Indústria           |  | João Otaviano de Lima Pereira                |                     | 1948      |
| Trabalho, Comércio e Indústria           |  | Honório Fernandes Monteiro                   | PSD                 | 1948-1950 |
| Trabalho, Comércio e Indústria           |  | Marcial Dias Pequeno                         |                     | 1950-1951 |
| Viação e Obras Públicas                  |  | Edmundo de Macedo Soares e Silva             |                     | 1946      |
| Viação e Obras Públicas                  |  | Luís Augusto da Silva Vieira (interino)      | PSD                 | 1946      |
| Viação e Obras Públicas                  |  | Clóvis Pestana                               | PSD                 | 1946-1950 |
| Viação e Obras Públicas                  |  | João Valdetaro do Amorim e Melo              | Sem partido         | 1950-1951 |

### Economia
Dutra ensaiou o uso dos princípios do liberalismo tipo laissez faire, suspendendo o controle das taxas de câmbio; preocupado com a inflação, liberava a importação de bens manufaturados.
A política comercial de Dutra foi criticada pela má utilização das divisas acumuladas no curso da guerra. O governo avaliou mal a situação das reservas. Em 1946, metade das reservas era considerada estratégica, estava em ouro. A outra metade (US$ 235 milhões estava em libras esterlinas bloqueadas) e apenas US$ 92 milhões eram realmente líquidos e utilizáveis em países com moedas conversíveis. Uma das origens do problema: Brasil tinha superávit com área de moedas inconversíveis e déficits com EUA e outros países de moeda forte. Também, no pós-guerra não houve afluxo de capitais públicos ou privados para o Brasil, que não era prioridade no novo contexto global.
A taxa de câmbio sobrevalorizada, ao desestimular a oferta do produto, poderia ser usada para sustentar os preços internacionais do café, agia como desestímulo do setor de exportação, desviando assim os investimentos para a produção destinada ao mercado interno”. 40% das exportações eram para as áreas de moedas inconversíveis, enquanto o café representava mais de 70% das exportações para as áreas de moedas conversíveis, então superávits comerciais adicionais na área inconversível apenas pressionariam a base monetária.
O surto de desenvolvimento econômico que resultou dessa política, um resultado não planejado, foi chamado de “industrialização espontânea”. A industrialização foi ajudada por uma política de crédito mais liberal. Entre 1946 e 1952, a taxa média anual de crescimento do produto real foi de 6,2%, enquanto o produto industrial crescia 7,9%. A composição do PIB mudou: a agricultura passou de 37%, em 1939, para 31,8%, em 1951, a indústria evoluía, no mesmo período, de 17,5% para 19,6%. Ajudada com a inauguração da Companhia Siderúrgica Nacional, a produção brasileira de aço passou de 205.935 toneladas, em 1945, para 788.557 toneladas, em 1950.
O custo de vida no período sofreu uma elevação de 60%, mas o salário mínimo permaneceu o mesmo que fora fixado por Vargas em dezembro de 1943 (de 240 cruzeiros antigos em Recife, a 380 no Rio de Janeiro).

### Infraestrutura

Inauguração pelo Presidente Eurico Gaspar Dutra da Companhia Siderúrgica Nacional, 1946. Na esquerda da foto está o então senador de Santa Catarina Nereu Ramos.

De caráter desenvolvimentista, Eurico Dutra reuniu sugestões de vários ministérios e deu prioridade a quatro áreas: Saúde, Alimentação, Transporte e Energia (cujas iniciais formam a sigla SALTE). Os recursos para a execução do Plano SALTE seriam provenientes da Receita Federal e de empréstimos externos. Entretanto, a resistência da coalizão conservadora e a ortodoxia da equipe econômica acabaram por inviabilizar o plano, que praticamente não saiu do papel.
O governo de Dutra iniciou a construção e inaugurou a ligação rodoviária do Rio de Janeiro a São Paulo, pavimentada, a BR-2, atual Rodovia Presidente Dutra, duplicada em 1967, e uma das mais importantes do país. Ao deixar o governo, a política rodoviária de Dutra mereceu elogios da imprensa. Editorial do jornal A Noite afirmou que foi o setor que mais "vultuosos e fecundos" resultados apresentaram, com a alegada construção de 500 km de estradas durante o governo.
Em seu governo foi elaborado o Estatuto do Petróleo, a partir do qual tiveram início a construção das primeiras refinarias e a aquisição dos primeiros navios petroleiros.

### Política do petróleo
Em 1945, o presidente do Conselho Nacional do Petróleo (CNP), coronel João Carlos Barreto defendeu a participação de capitais privados estrangeiros na indústria do petróleo, desde que integrados em empresas constituídas no Brasil, contrariando a Constituição de 1937. Esse argumento foi  usado na elaboração da Constituição de 1946 foi esse o critério adotado ao se tratar da matéria.
Em fevereiro de 1947, Dutra designou uma comissão para, sob a direção do CNP, elaborar o Estatuto do Petróleo, de modo a definir a maneira como o país, cujo consumo do produto crescia rapidamente, iria equacionar o problema. Durante a elaboração, foi criada a Campanha do Petróleo, com o seu slogan: “O petróleo é nosso”. 
O Estatuto foi enviado ao Congresso no início de 1948, sem uma opinião clara de Dutra, como se fosse um estudo e não um projeto de lei. Estabelecia com nitidez o princípio da utilidade pública do produto, mas considerava impossível a completa nacionalização, por falta de verbas, de técnicos especializados entre outros. Quando foi publicado, desagradou a todos. Aos nacionalistas, que adotavam a tese do monopólio estatal, e aos grandes corporações, que queriam explorar o petróleo brasileiro à maneira do venezuelano.
Em abril de 1948 foi criado o Centro de Estudos e Defesa do Petróleo e da Economia Nacional (CEDPEN), tendo Artur Bernardes e os generais Horta Barbosa, José Pessoa e Estêvão Leitão de Carvalho como presidentes de honra. Em outubro, adotou formalmente, em convenção nacional, a tese do monopólio estatal para todas as fases da exploração do petróleo.
Dutra desistiu dele, na prática, ainda em 1948, ao pedir ao Congresso recursos para a construção das refinarias estatais de Mataripe e de Cubatão, para a construção do oleoduto Santos-São Paulo e para a aquisição de uma frota nacional de petroleiros.

### Principais leis
Dutra criou o Estado-Maior Geral, que se transformaria posteriormente no Estado-Maior das Forças Armadas (EMFA). 
Durante seu governo foram extintos os territórios federais de Ponta Porã e Iguaçu.
Uma de suas medidas mais polêmicas foi a proibição dos jogos de azar no Brasil e exigir o fechamento de todos os cassinos em 30 de abril de 1946.

### Esporte e cultura

Dutra na Abertura da Copa do Mundo de 1950

Em 18 de setembro de 1950 foi inaugurada a TV Tupi, a primeira emissora de televisão do Brasil e da América do Sul.
Entre 24 de junho e 16 de julho daquele ano, o Brasil sediou a Copa do Mundo FIFA, a primeira após a Segunda Guerra Mundial, em cuja partida final a equipe do Uruguai derrotou o Brasil dentro do Estádio do Maracanã e levantou o título de campeão mundial de futebol.

### Relações internacionais

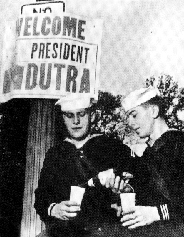
Norte-americanos dão boas vindas ao presidente Dutra nos Estados Unidos.

A política externa do Governo Dutra foi fortemente marcada pelo inicio da Guerra Fria e fortemente anticomunista, como o rompimento das relações diplomáticas com a União Soviética.
Entre 15 de agosto e 2 de setembro de 1947 realizou-se a Conferência Interamericana de Manutenção da Paz e Segurança do Continente. Com a presença do presidente norte-americano Harry Truman, a reunião aprovou o Tratado Interamericano de Assistência Recíproca (TIAR), que ficou conhecido como Tratado do Rio de Janeiro. O tratado estabelece que “um ataque armado de qualquer país contra um Estado americano será considerado como um ataque contra todos os Estados americanos”
Em maio de 1949, fez uma visita de 10 dias aos Estados Unidos, sendo o primeiro presidente brasileiro a fazer esta visita (Júlio Prestes havia visitado os EUA somente como presidente eleito), porem, os resultados foram bastantes modestos.